# 巴克法斯特
巴克法斯特（Buckfastleigh）是英國英格蘭德文郡的一個小鎮和民政教區，有人口3,661人。巴克法斯特是一個旅遊業中心，當地的主要景點有巴克法斯特修道院、南德文郡鐵路等。